# Otočić Kasela
Otočić Kasela är en ö i Kroatien.   Den ligger i länet Šibenik-Knins län, i den södra delen av landet, 230 km söder om huvudstaden Zagreb. Arean är 0,44 kvadratkilometer.
Terrängen på Otočić Kasela är platt. Öns högsta punkt är 47 meter över havet. Den sträcker sig 1,2 kilometer i nord-sydlig riktning, och 0,9 kilometer i öst-västlig riktning.